# Drojki
Le drojki (du russe дрожки drojki, diminutif de drogi, le pluriel de droga) est une voiture hippomobile constituée d’une simple poutre réunissant deux essieux, ou d’une sorte de banc rembourré, reposant sur quatre roues, sur laquelle les passagers s’asseyaient soit de côté, soit à califourchon. La poutre pouvait être munie de selles. Le drojki était utilisé autrefois dans les campagnes en Russie et en Pologne. La wurst utilisée aussi en Allemagne et dans de nombreux pays européens était une voiture de même type mais plus grande et plus longue.

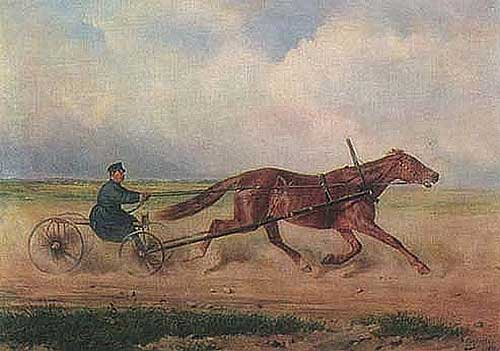
Drojki en course (1870).
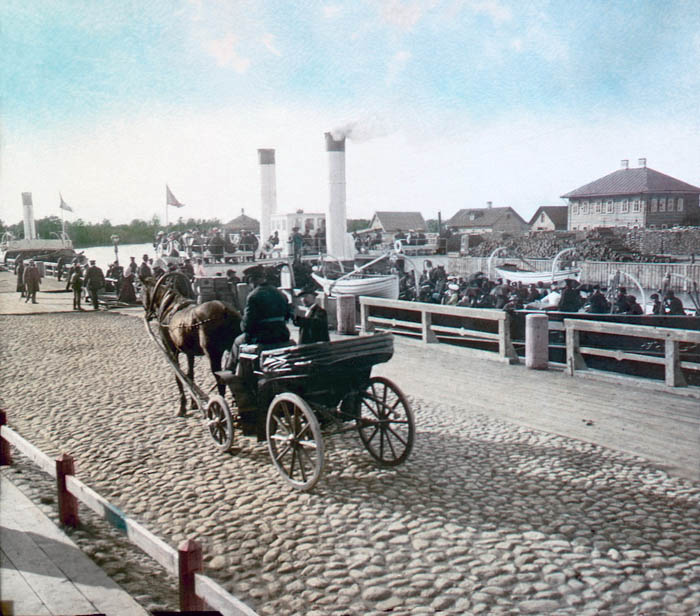
Drojki de 1896 à Saint-Pétersbourg.

Drojki est également le nom donné à différents types de voitures légères utilisées en ville, à deux ou à quatre roues, dont on trouve mention dans la littérature russe,. Selon les traducteurs, drojki est plus souvent un nom masculin, mais il est parfois employé au féminin (« une drojki »).